# 候阿令
候阿令（RPA苗文：Hawj A Lees，越南苗文：Hơưx A Lênhs，1973年6月22日—），越南苗族政治家。他目前担任越南政府民族委员会部长兼主席。他于1994年1月18日加入越南共产党。